# Cochliobolus setariae
Cochliobolus setariae är en svampart som först beskrevs av S. Ito & Kurib., och fick sitt nu gällande namn av Drechsler ex Dastur 1942. Cochliobolus setariae ingår i släktet Cochliobolus och familjen Pleosporaceae.   Inga underarter finns listade i Catalogue of Life.